# 中国共产党第十一届中央委员会第三次全体会议
中国共产党第十一届中央委员会第三次全体会议，简称中共十一届三中全会，於1978年12月18日至12月22日在北京举行。1978年11月10日到12月15日，中国共产党中央委员会召开了历时36天的中央工作会议，在这次会议上中共中央解决了有关问题，此后召开的三中全会只是公布并确认了工作会议的成果。该次会议被视为邓小平时代和改革开放的开端。

## 背景
1976年10月6日，毛泽东接班人、时任中共中央第一副主席及国务院总理的华国锋，联同中央军委副主席叶剑英、国务院副总理李先念及在中共中央办公厅主任汪东兴所支持下，在中南海怀仁堂拘捕了四人帮，四人帮被隔离审查，结束十年文化大革命。10月7日，华国锋被推举为中国共产党中央委员会主席和中国共产党中央军事委员会主席，并继续担任国务院总理，正式接任毛泽东和周恩来两人生前的职务。但华国锋为了巩固自己毛泽东接班人的地位及稳定局势，提出两个凡是，即「凡是毛主席作出的决策，我们都坚决维护，凡是毛主席的指示，我们都始终不渝地遵循」，华国锋并没有因为四人帮被捕而改变自己立场，坚持以阶级斗争为纲，意图延续毛泽东时代的方针路线，并欲藉「两个凡是」阻止老一辈政治家复出。由於「两个凡是」延续毛泽东执政时方针决策，华国锋因而作茧自缚，不能改变原有的错误方针，文化大革命时期的冤假错案不能得到平反，令人们强烈反对。後期华提出要继续进行批邓、反击右倾翻案风及展开批判四人帮运动，但批邓运动不得人心。
1977年，邓小平在「永不翻案」保证下和部分中共元老支持下复出，同年7月在中共十届三中全会上，被增选为中共中央政治局常委、中共中央副主席，并恢复四五天安门事件後被撤销的一切职务，包括国务院副总理和中共中央军委副主席。邓小平复出後，对於平反冤假错案有了进一步进展。但由於受到两个凡是限制，大量案件未得到解决，包括批判四人帮运动所揭发的案件，例如震惊中外的四五天安门事件，虽然有大量民众党员要求平反，但受到文化大革命得益的汪东兴、吴德等人反对，有着严重阻力。1978年，局势开始转变，5月，光明日报发表了《实践是检验真理的唯一标准》一文，後期新华社亦转发了这篇文章，《实践》一文在全国各地产生巨大影响，全国展开一系列讨论，令长期受到蒙蔽、愚弄、迷信的人们思想解放，导致「两个凡是」开始被人们怀疑攻击。在此背景下，需要召开一次讨论，谋求解决办法，於是，中共中央决定召开中共中央工作会议，为中共十一届三中全会召开作准备。

## 1978年中央工作会议
中共中央工作会议於1978年11月10日开幕，出席者有中共十一届一中全会选出的23名政治局委员及3名候补委员、中央军委常务委员王震、粟裕、全国人大常委会副委员长、全国政协副主席、最高人民法院院长江华、最高人民检察院检察长黄火青等人。中央工作会议原先主要讨论农业问题、1978年至1980年国民经济计划议题，但後期突破了原先讨论重点 。11月12日，全国人大常委会副委员长陈云在会议上发言，指部分批判四人帮揭发出来的问题要由中央作考虑或决定，他先指出六十一人叛徒集团案牵涉者并非反共，是经中央组织部批准，应予以平反，第二谈到彭德怀冤案，应予以平反。第三是四五天安门事件，指出四五事件并非反革命，中央应平反并肯定。最後是对康生在文化大革命所犯的种种罪行，应予以批评调查。陈云的发言得到很大响应，大量出席者就陈云的意见提出反应，会议展开突破性进展。
11月25日，中共中央主席华国锋在大会上，承认解决问题不彻底，没为四五天安门事件平反（11月28日由中共北京市委宣布为革命行动，正式平反）并承认批邓反击右倾翻案风是错误决定，决定撤销全部中央文件，并为二月逆流、六十一人叛徒集团案受害的干部平反昭雪，并给予陶铸、杨尚昆平反，对康生和谢富治的问题，交由中共中央组织部审理，并交由三中全会批准审查。
11月25日，中共中央副主席汪东兴、中央政治局委员吴德被批评，吴德在会议上作了检讨。汪东兴在会上被批评盲目支持两个凡是，「鹦鹉学舌」式跟着华国锋讲话。会议上又批评了华国锋的不切实际的经济计划、建设思想。会议主旋律开始转向讨论文化大革命遗留的种种问题。汪东兴亦被批评为兼任太多职务，包括中央办公厅主任、8341部队政委、党委书记、中央警卫局局长，并兼着中央专案组负责人，由於中央专案组是处理、主管文革案件的机构，大量冤案不能平反，是汪东兴不批准，阻碍了冤案平反进度。
当天晚上，党主席华国锋代表了中央政治局决定给予四五天安门事件、彭德怀、陶铸等案平反，并宣布撤销中央专案组、辖下所有办公室，并将所有案件移交中央组织部，今後不再采取成立专案办审查干部，并决定将康生、谢富治的问题进行审查。
12月13日 ，中央工作会议闭幕，邓小平、华国锋、叶剑英分别在会议上作出讲话，汪东兴作了书面发言。
12月15日，中央工作会议散会，历时36天的工作会议，基本上解决了文革以来的重大问题，华国锋的两个凡是理论及其追随者在会议上均遭到批判，华的执政理论基础动摇。在其後召开的中共十一届三中全会上，其权力更逐渐被邓小平等改革派取代。

## 三中全会召开
1978年12月18日，中共十一届三中全会在北京开幕，共302名十一届中央委员、候补委员出席会议。并有9人被允许列席会议，分别为宋任穷、黄克诚、黄火青、胡乔木、韩光、周惠、王任重、习仲勋。
由於早前已召开为期36天的中央工作会议，三中全会主要继续对以两个凡是问题、平反冤假错案发表意见并落实决定。全会并继续讨论农业及经济问题。会议否定了「以阶级斗争为纲」、「无产阶级专政下继续革命的理论」，高度评价实践是检验真理的唯一标准所作的作用。并批准中央工作会议上所作的决定，平反了六十一人叛徒集团案、彭德怀冤案。会议召开後，加快了平反冤假错案速度。全会并回顾了建国以来经济建设的教训，提出要按实际情况来发展经济，反对不顾实际情况的经济理论，洋跃进方针被否决，取代之的是邓小平的改革开放政策。全会还讨论了农业问题，认为农业这个国民经济的基础就整体来说还十分薄弱，只有大力恢复和加快发展农业生产，才能提高全国人民的生活水平。全会提出了当前发展农业的一系列政策措施，并同意将《中共中央关于加快农业发展若干问题的决定（草案）》和《农村人民公社工作条例（试行草案）》发到全国各地试行。另外，从文化大革命时期开始对领袖的个人崇拜问题，在会议上亦受到批评，会上提出了发扬社会主义民主及法制的任务。
三中全会会议上，华国锋的两个凡是理论被抛弃，两个凡是被指为不符合马克思主义、左倾，促使华国锋被迫提早辞职，而其领导地位亦在三中全会起改变，邓小平等改革派占了上风，其实际领导权力已逐渐减少。
12月22日，三中全会进行最重要的人事任命，增补中央委员、中央政治局委员、常委、中央副主席。会议增补黄克诚、宋任穷、胡乔木、习仲勋、王任重、黄火青、陈再道、韩光、周惠为中央委员。增补邓颖超、王震、胡耀邦为中共中央政治局委员，陈云为中央政治局常委、中共中央副主席。并决定恢复中央纪律检查委员会，选举陈云为第一书记、邓颖超为第二书记、胡耀邦为第三书记，黄克诚为常务书记。并通过了《中国共产党第十一届中央委员会第三次全体会议公报》，充分肯定三中全会的作用。
三中全会闭幕後，12月25日召开了中央政治局会议，会议进行了人事任免，会议决定任命胡耀邦为中共中央秘书长、中共中央宣传部部长，免去其中共中央组织部部长职务，并任命胡乔木为毛泽东著作编辑委员会办公室主任，姚依林出任中共中央办公厅主任，宋任穷出任中央组织部部长。免去汪东兴中央办公厅主任、中央警卫局局长、8341部队政委、党委书记、毛泽东著作编辑委员会办公室主任职务，保留其中央副主席、中央政治局常委职务。并免去华国锋追随者吴德的政治局委员职务。

## 评价
中共十一届三中全会被认为是从根本上冲破了长期「左」倾错误和「两个凡是」的束缚，重新确立了党的马克思主义的路线，确定了「解放思想，开动脑筋，实事求是，团结一致向前看」的指导方针，从此将中共中央的指导思想由阶级斗争转移到经济建设上。从此中国逐渐形成了以邓小平为核心的第二代领导集体，在第二代领导集体的领导下，中国走向建设有中国特色的社会主义的改革开放道路。因此三中全会亦被认为是建国以来具有深远意义的会议。

### 引用
1. ↑  . 新华网. 2008-02-28  [2013-11-17]. （原始内容存档于2014-09-07）.
2. ↑  华国锋政坛浮沈，页383
3. ↑  中国改革年代的政治斗争，页43
4. ↑  1978我亲历的那次历史大转变；十一届三中全会的台前幕後，页218
5. ↑  . cpc.people.com.cn.   [2020-10-16]. （原始内容存档于2007-12-03）.
6. ↑  1978我亲历的那次历史大转变；十一届三中全会的台前幕後，页254
7. ↑  . 新华网. 2003-01-20  [2013-11-18]. （原始内容存档于2012-11-15）.